# Сен-ан-Гоэль
Сен-ан-Гоэль (фр. Sains-en-Gohelle) — коммуна во Франции, регион О-де-Франс, департамент Па-де-Кале, округ Ланс, кантон Бюлли-ле-Мин. Расположена в 11 км к западу от Ланса и в 10 км к югу от Бетюна, в 1 км от автомагистрали А26 "Англия".
Население (2018) — 6 077 человек.

## Достопримечательности
- Церковь Святого Ведаста XII века
- Церковь Святой Маргариты 1926 года в стиле арт-деко
- Копия Эйфелевой башни

## Экономика
Структура занятости населения:
- сельское хозяйство - 0,2 %
- промышленность - 2,5 %
- строительство - 17,4 %
- торговля, транспорт и сфера услуг - 38,8 %
- государственные и муниципальные службы - 41,1 %

Уровень безработицы (2017) — 17,2 % (Франция в целом — 13,4 %, департамент Па-де-Кале — 17,2 %). 

Среднегодовой доход на 1 человека, евро (2017) — 18 540 (Франция в целом — 21 110, департамент Па-де-Кале — 18 610).

## Демография
Динамика численности населения, чел.

## Администрация
Пост мэра Сен-ан-Гоэля с 2014 года занимает Ален Дюбрёк (Alain Dubreucq). На муниципальных выборах 2020 года возглавляемый им левый список победил в 1-м туре, получив 59,70 % голосов.
| Период | Период | Фамилия        | Партия                  | Примечания              |
| ------ | ------ | -------------- | ----------------------- | ----------------------- |
| 1971   | 1989   | Мирабо Апьет   | Коммунистическая партия |                         |
| 1989   | 1995   | Жан-Люк Вери   | Социалистическая партия |                         |
| 1995   | 2001   | Элизабет Троле | Коммунистическая партия |                         |
| 2001   | 2014   | Жан-Люк Вери   | Социалистическая партия |                         |
| 2014   |        | Ален Дюбрёк    | Разные левые            | работник France Télécom |

## Галерея

Копия Эйфелевой башни
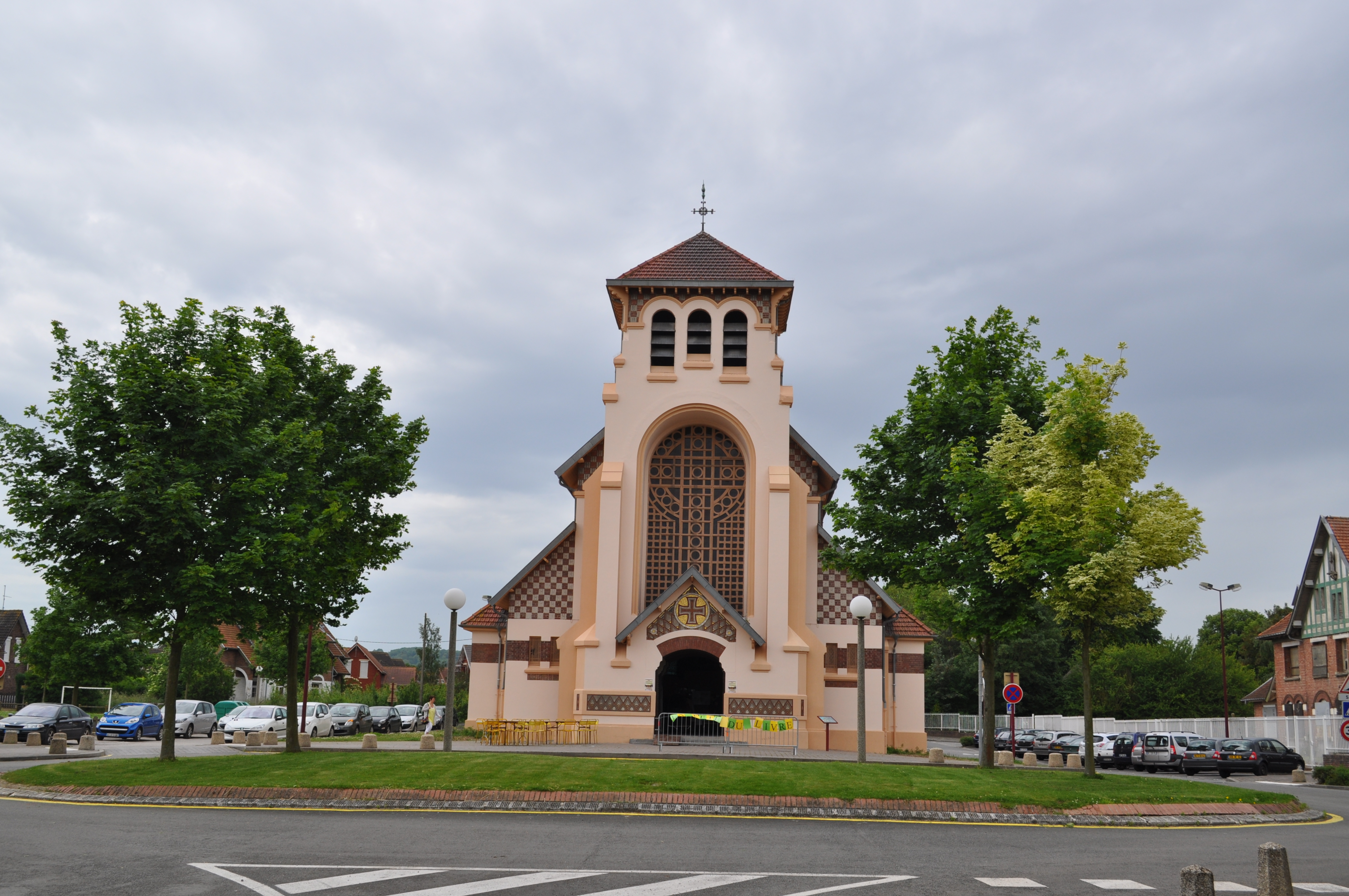
Церковь Святой Маргариты

1. 1 2  база данных о французских коммунах — Национальный географический институт Франции, 2015.